# Youthanasia
Youthanasia är Megadeths sjätte studioalbum och räknas till ett av deras mest framgångsrika album. Albumet, som släpptes 1994, har sålt platina och nådde som högst en fjärdeplats på amerikanska billboard-listan. Musikaliskt sett är albumet mer melodiskt och har ett lägre tempo än tidigare album med fokus på refrängerna.
Titeln syftar på de engelska orden "youth" (ungdom) och "euthanasia" (dödshjälp) vilket är en referens till Generation X. Omslaget är designat av kanadensaren Hugh Syme som tidigare även designat omslag för Rush och Iron Maiden. Musikens politiska budskap har dock tonats ned jämfört med tidigare album.
Albumet gavs ut på nytt under 2004 med digitalt förbättrad ljudkvalitet.

## Låtlista
Alla låtar skrivna av Dave Mustaine där inget annat anges.
Sida ett
1. "Reckoning Day" (Dave Mustaine, David Ellefson, Marty Friedman) - 4:34
2. "Train of Consequences" - 3:26
3. "Addicted to Chaos" - 5:26
4. "À Tout le Monde" - 4:28
5. "Elysian Fields" (Dave Mustaine, David Ellefson) - 4:03
6. "The Killing Road" - 3:57

Sida två
1. "Blood of Heroes" - 3:57
2. "Family Tree" (Dave Mustaine, David Ellefson, Nick Menza) - 4:07
3. "Youthanasia" - 4:09
4. "I Thought I Knew It All" (Dave Mustaine, David Ellefson, Marty Friedman, Nick Menza) - 3:44
5. "Black Curtains" (Dave Mustaine, Marty Friedman) - 3:39
6. "Victory" - 4:27

### På nyutgåvan från2004
1. "Millennium of the Blind" (Dave Mustaine, Marty Friedman) - 2:15
2. "New World Order" (demo) (Dave Mustaine, David Ellefson, Marty Friedman, Nick Menza) - 3:45
3. "Absolution" (instrumental) (Dave Mustaine, Marty Friedman) - 3:27
4. "À Tout le Monde" (demo) - 6:20

## Medverkande
- Dave Mustaine - sång, gitarr
- Marty Friedman - gitarr
- Nick Menza - trummor
- David Ellefson - elbas